# MARCOS
La Marine Commando Force, meglio nota con l'appellativo di MARCOS, è l'unità di forze speciali della Marina militare dell'India.
Creato nel 1987 a partire dalle preesistenti unità di sommozzatori della Marina, il reparto è addestrato a condurre un'alta gamma di operazioni speciali in ambiente marino e terrestre, oltre a essere addestrato alle tecniche più avanzate di paracadutismo militare e alle operazioni di antiterrosimo e liberazione ostaggi. Dalla sua fondazione il MARCOS ha partecipato a numerose operazioni belliche in una vasta varietà di teatri: dagli scontri sul terreno montuoso lungo la frontiera settentrionale dell'India alle operazioni contro il terrorismo interno al paese, dagli interventi all'estero nelle Maldive e in Sri Lanka alle operazioni da bordo di navi per il contrasto alla pirateria somala nel golfo di Aden.

## Storia

### Le origini

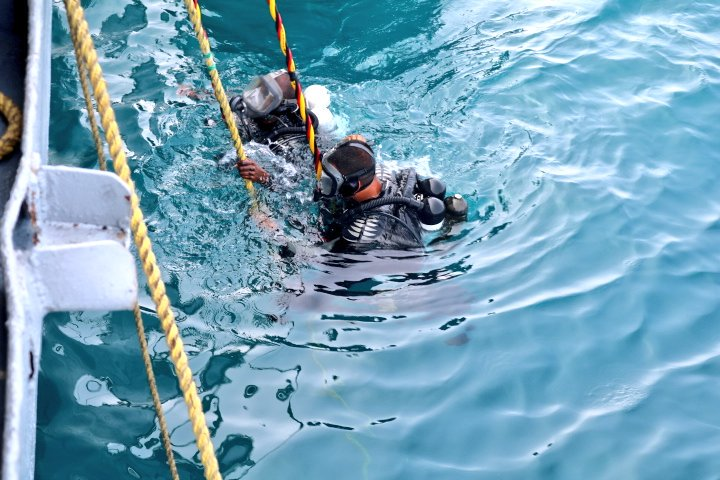
Sommozzatori del MARCOS durante un'esercitazione alle tecniche subacquee

La neonata Marina militare indiana iniziò a interessarsi alle operazioni subacquee nei primi anni 1950, quando alcuni allievi furono inviati nel Regno Unito per frequentare corsi d'addestramento per diventare sommozzatori. Con l'assistenza dello Special Boat Service (SBS) britannico, nel 1955 la Marina aprì una propria scuola sommozzatori a Cochin ed entro la metà del decennio successivo erano stati formati sufficienti allievi per costituire due distaccamenti di subacquei, uno per la flotta occidentale indiana di base a Bombay e uno per la flotta orientale di Visakhapatnam, addestrati alle operazioni di sgombero, recupero e demolizione in ambiente sottomarino. Il primo impiego operativo dei sommozzatori indiani si ebbe durante la guerra indo-pakistana del 1971, quando piccoli contingenti furono impiegati in missioni di sabotaggio nei porti del Pakistan orientale ma senza far registrare successi particolari; i sommozzatori indiani fornirono inoltre addestramento agli incursori subacquei del movimento di guerriglia bengalese del Mukti Bahini, ostile ai pakistani. Nel 1984, dopo i fatti dell'operazione Blue Star ad Amritsar, distaccamenti di sommozzatori furono impiegati nelle ampie vasche ornamentali del Tempio d'Oro per cercare le armi qui nascoste dai separatisti sikh.
La decisione di creare una vera e propria unità di commando navali, addestrata non solo alle operazioni subacquee ma a un'ampia gamma di compiti come la ricognizione speciale e l'antiterrorismo in ambiente marittimo, venne presa nel corso del 1986: il comandante designato del reparto e un altro ufficiale portarono a termine il corso di addestramento dei Navy SEAL statunitensi presso la Naval Amphibious Base Coronado in California, venendo seguiti da atri volontari provenienti dai reparti di sommozzatori; ulteriore formazione venne ottenuta tramite una serie di scambi con lo SBS britannico. L'unità fu quindi formalmente attivata nel febbraio 1987 con la designazione di Indian Marine Special Forces (IMSF). La forza iniziale del reparto ammontava a 38 ufficiali e 373 sottufficiali e marinai.
Il battesimo del fuoco delle forze speciali navali indiane si ebbe nell'ottobre 1987, quando und istaccamento delle IMSF fu aggregato alla Indian Peace Keeping Force schierata in Sri Lanka nel tentativo di porre fine alla sanguinosa guerra civile tra il governo cingalese e i separatisti delle "Tigri Tamil" attivi nel nord del paese. Nella notte del 21 ottobre 1987, diciotto commando delle IMSF penetrarono a nuoto e su zattere nella base navale delle Tigri Tamil di Guru Nagar, facendo saltare con l'esplosivo diversi motoscafi usati dai guerriglieri per poi ritirarsi sotto il fuoco nemico senza aver accusato alcuna perdita. Per l'azione il comandante del reparto, tenente Arvind Singh, fu insignito della Maha Vir Chakra, la seconda più alta onorificenza militare indiana. Nel novembre 1988 le IMFS furono chiamate a collaborare all'operazione Cactus, l'invio urgente di una forza militare indiana nelle Maldive per fronteggiare un tentativo di colpo di Stato contro il governo in carica perpetrato da un gruppo di mercenari tamil; i commando navali abbordarono e catturarono una nave cargo civile con cui i mercenari stavano tentando di fuggire in Sri Lanka dopo l'arrivo delle forze indiane, liberando diversi ostaggi civili tra cui i ministro dell'educazione maldiviano.

### Operazioni

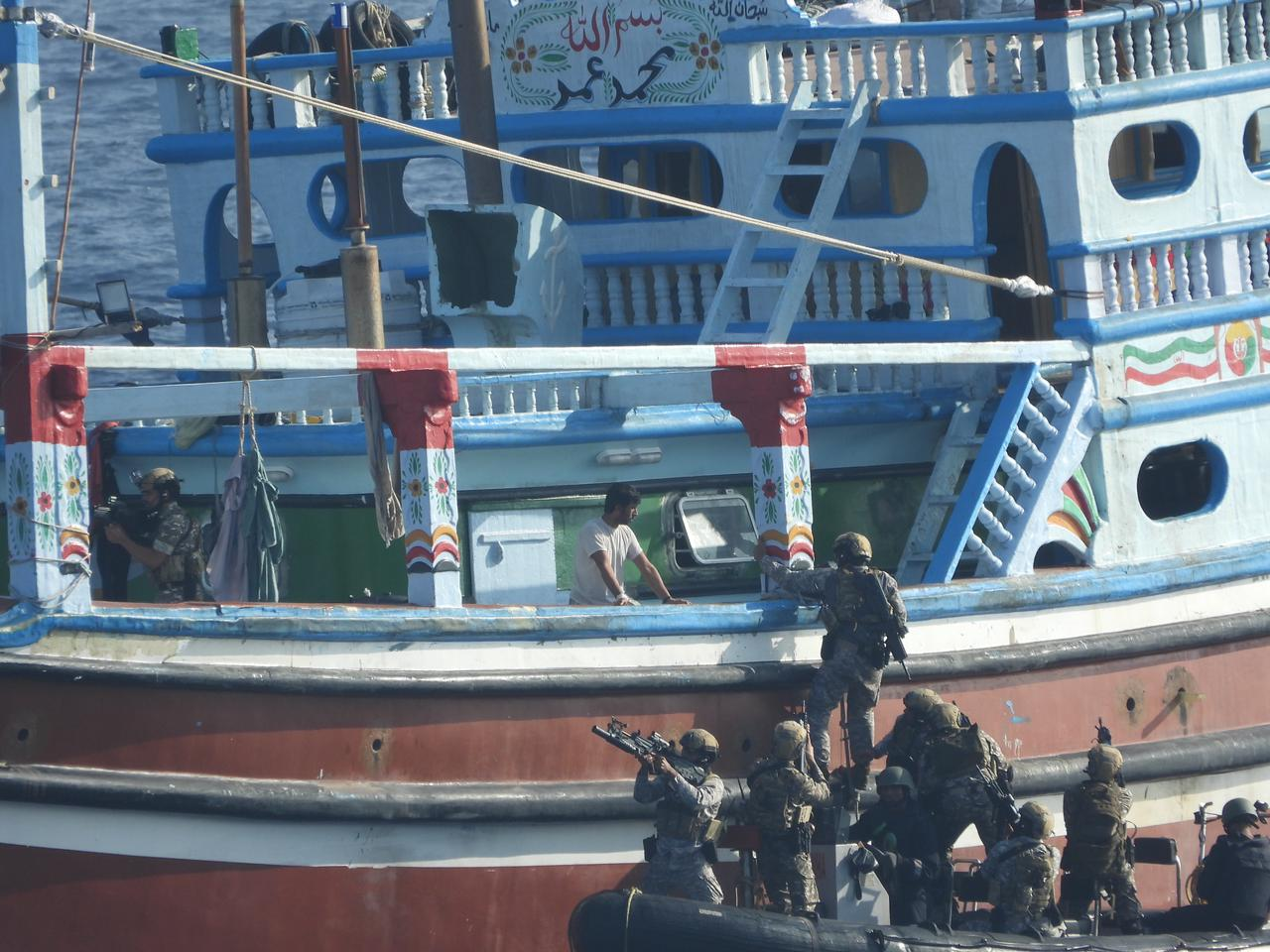
Operativi del MARCOS abbordano un vascello civile durante le operazioni di contrasto alla pirateria al largo della Somalia

Nel 1989 l'unità assunse l'attuale denominazione di Marine Commando Force, divenendo ben presto nota con l'acronimo di "MARCOS" (da "MARine COmmandoS"); il quartier generale dell'unità, guidato da un ufficiale con il grado di contrammiraglio, venne collocato presso la base navale INS Abhimanyu vicino Bombay, ma nel 1992 un distaccamento fu attivato a Visakhapatnam per servire con la flotta orientale. I corsi di addestramento subacquei continuarono a svolgersi a Cochin, ma l'unità iniziò a frequentare i corsi di paracadutismo militare presso la scuola delle truppe aviotrasportate di Agra; sempre nel 1989 l'unità eseguì durante un'esercitazione a Goa il primo lancio di paracadutisti in acqua, divenendo ben presto l'unica unità indiana a essere addestrata a una simile operazione.
Distaccamenti del MARCOS continuarono a essere impiegati in missioni operative all'estero. Tra il 1991 e il 1992 commando navali indiani furono impegnati a contrastare, al largo delle coste del Tamil Nadu, le operazioni di contrabbando di armi via mare delle Tigri Tamil ancora attive nel nord dello Sri Lanka; nel 1993 quattro squadre del MARCOS furono inviate a Mogadiscio per appoggiare le operazioni del contingente militare indiano assegnato alla missione di pace delle Nazioni Unite in Somalia (UNOSOM II). Nel 1995 invece tra due e quattro squadre di operativi del MARCOS furono inviati a prendere parte alle operazioni di antiterrorismo nel Jammu e Kashmir, contrastando i guerriglieri islamici sostenuti dal Pakistan: i commando navali furono impiegati in particolare nella zona del Lago Wular, frequentemente utilizzata dagli insorti per infiltrarsi in direzione di Srinagar. Negli anni seguenti distaccamenti del MARCOS furono frequentemente impiegati in missioni di antiterrorismo nel Kashmir, mentre nel 1999 i commando navali eseguirono missioni di infiltrazione dietro le linee pakistane durante gli scontri della guerra di Kargil tra India e Pakistan. Dopo la conclusione di quest'ultimo conflitto, l'organico del MARCOS venne aumentato aggiungendo un'altra compagnia di 29 ufficiali e 246 sottufficiali e marinai; dal 2002 membri dell'unità hanno iniziato a essere addestrati alle tecniche di paracadutismo in caduta libera (HALO e HAHO).
Tra il 26 e il 29 novembre 2008 elementi del MARCOS vennero impiegati per fronteggiare l'ondata di attentati terroristici islamici a Mumbai, collaborando alla liberazione di ostaggi catturati in due hotel della città; due membri dell'unità rimasero feriti nei combattimenti. A partire dalla seconda metà degli anni 2000 distaccamenti del MARCOS sono stati schierati sulle navi della Marina militare indiana inviate nelle acque del golfo di Aden per contrastare gli attacchi della pirateria somala; questi distaccamenti sono stati impegnati in varie azioni contro i pirati, sventando attacchi ai mercantili in transito oppure abbordando e liberando navi ed equipaggi presi in ostaggio.

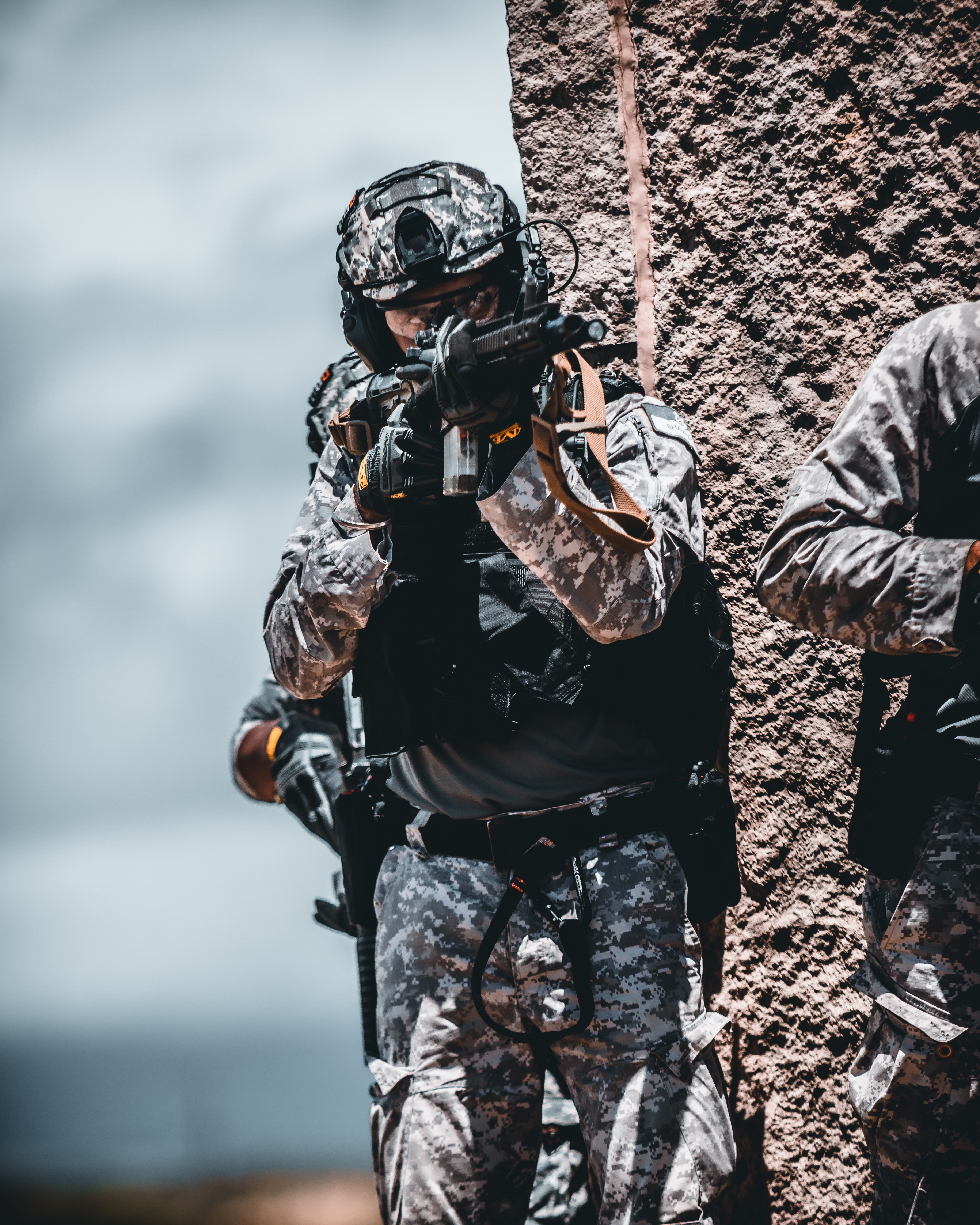
Un operativo del MARCOS durante un'esercitazione nel 2022

Nell'ottobre 2020, durante un periodo di scontri armati e incidenti di frontiera tra India e Cina lungo il confine comune nella regione del Ladakh, elementi del MARCOS vennero schierati nella zona del lago Pangong Tso per condurre pattugliamenti con piccole imbarcazioni.

## Struttura
Il MARCOS è organizzato su tre distaccamenti principali dislocati nelle basi navali di Mumbai, Visakhapatnam e Kochi, più una sezione a Port Blair per coprire l'area delle isole Andamane e Nicobare; il quartier generale dell'unità è, dal 2016, collocato presso la base navale INS Karna a Visakhapatnam. L'esatta consistenza organica dell'unità è mantenuta segreta, con varie stime che parlano di un totale di effettivi compreso tra un minimo di 700 e un massimo di 2500; secondo una fonte, l'unità avrebbe circa 2000 effettivi organizzati in dieci gruppi da 200 uomini ciascuno, ognuno dei quali dotato di un plotone da 30 uomini specializzato nelle operazioni anti-terrorismo e di liberazione ostaggi. L'unità tattica di base è la squadra composta da otto uomini, denominata Prahar.
L'unità accetta volontari uomini provenienti dai reparti della Marina militare indiana: dopo una prima pre-selezione della durata di tre giorni, le reclute devono superare un corso di selezione della durata di cinque settimane, comprensivo di numerose prove di resistenza fisica ed esercitazioni al tiro con munizioni reali. I candidati che superano la selezione devono poi affrontare dieci settimane di corso di addestramento base per forze speciali (maneggio di armi ed esplosivi, combattimento ravvicinato con e senza armi, conduzione di piccole imbarcazioni, fotografia, liberazione ostaggi, abbordaggio di navi e piattaforme marine) seguito da tre settimane di corso di paracadutismo militare di base presso la scuola delle truppe aviotrasportate di Agra e di corso di addestramento subacqueo di base presso la scuola sommozzatori di Kochi. Segue poi un periodo di "servizio in prova" dei candidati presso i reparti operativi, durante il quale viene impartito ulteriore addestramento specialistico alle tecniche più avanzate delle forze speciali. La selezione è molto rigorosa, e solo tra il 10% e il 25% dei candidati iniziali viene poi accettato nei ranghi dell'unità; gli ufficiali del MARCOS prestano servizio per un periodo minimo di tre anni, che diventa di cinque anni per sottufficiali e marinai.